# Universidad de la Paz (Timor Oriental)
La Universidad de la Paz (en portugués: Universidade Da Paz) (UNPAZ) es una universidad de pregrado privado en Dili, la ciudad capital del país asiático de Timor Oriental.
UNPAZ fue una de varias universidades que surgió después de la independencia de Timor de Indonesia en 1999. Se fundó después la Undil (Universidade Dili) en Masquerinhas debido a problemas internos no resueltos. Para sus primeros meses operaba a partir de medios temporales, antes de comprar un terreno para construir un nuevo campus al suroeste del centro de la ciudad. (Coordenadas: 8°33'54 "S 125°32'52"E). Para el 2005, la mayoría de los principales edificios del campus fueron establecidos y varios cientos de estudiantes asistían a clases, impartidas por  expatriados y Timorenses locales. La mayoría de los estudiantes iniciales fueron participantes en la lucha por la independencia de Timor, incluyendo guerrillas ex-Falintil, que se les había negado una educación universitaria durante el conflicto antes de 1999.